# Goldeckflug
Goldeck-Flug Gesellschaft m.b.H. ist ein österreichisches Luftfahrtunternehmen für den geschäftlichen und privaten Charterflugverkehr. 1991 gegründet, wurde Goldeck-Flug 2018 von den Geschäftsführern Gerald Horn-Sachernegg und Christoph Mosser neu ausgerichtet.

## Aircraft Charter
Goldeck-Flug hat eine Flotte von zwei Pilatus PC-12 NG Turboprop-Flugzeugen im kommerziellen Einsatz. Damit wird der Personenverkehr von und zu Flugplätzen mit Landebahnen ab 800 Metern (bei günstigen Wetterbedingungen, noch kürzere Distanzen) möglich. Mit der PC-12 NG können bis zu 8 Passagiere (oder bis zu 6 Passagiere und viel Gepäck) transportiert werden. Auch reine Frachttransporte sind möglich. Von Juni 2019 bis Dezember 2021 bot Goldeck-Flug, als erste Fluggesellschaft Österreichs, eine Cessna Citation Latitude am Chartermarkt an.

## Private Shared Ownership Programm (PSO)
Seit 2020 bietet Goldeck-Flug seinen Kunden auch das erste österreichische Private Shared Ownership Programm an. Es können auf der Pilatus PC-12 NG der Anteile erworben werden. Das Private Shared Ownership Programm übernimmt die Organisation, den Betrieb, die Wartung und kümmert sich um die Verfügbarkeit der Luftfahrzeuge.

## Flotte
Goldeck-Flug erhielt als erstes Luftfahrtunternehmen Österreichs die Genehmigung für den gewerblichen Flugbetrieb von einmotorigen Flugzeugen der neuesten Generation – Pilatus PC-12 NG.
- 2 Pilatus PC-12 NG
- 1 Bombardier Challenger 300
- 1 Bombardier Global Express

## Standorte
Der Firmensitz der Goldeck-Flug befindet sich in Wien. Die Flotte ist am Vienna VIP Terminal am Vienna International Airport sowie am Private Terminal am Wiener Neustadt Airport stationiert.

## Zwischenfälle
Am 21. November 2021 stürzte ein Hubschrauber Bell 429 WLG beim Landeanflug bei starkem Nebel auf den Wiener Neustadt Airport ab. Der Pilot kam bei dem Unfall ums Leben, das Luftfahrzeug wurde zerstört.